# کالدردیل
کالدردیل (به انگلیسی: Calderdale) یک کلن‌شهر مستقل در انگلستان است که در یورک‌شر غربی واقع شده‌است. کالدردیل ۳۶۳٫۹ کیلومتر مربع مساحت و ۲۰۰٬۱۰۰ نفر جمعیت دارد.